# Katerînivka, Dolînska
Katerînivka (în ucraineană Катеринівка) este un sat în comuna Bohdanivka din raionul Dolînska, regiunea Kirovohrad, Ucraina.

## Demografie
Componența lingvistică a localității Katerînivka
     Ucraineană (97,91%)
     Rusă (2,09%)
Conform recensământului din 2001, majoritatea populației localității Katerînivka era vorbitoare de ucraineană (97,91%), existând în minoritate și vorbitori de rusă (2,09%).